# Manetwati
Manetwati is een bestuurslaag in het regentschap Alor van de provincie Oost-Nusa Tenggara, Indonesië. Manetwati telt 542 inwoners (volkstelling 2010).